# Ever Call Ready
Ever Call Ready è un album di Bernie Leadon, Chris Hillman, Al Perkins, David Mansfield e Jerry Scheff, pubblicato dalla Maranatha! Music Records nel 1985.

## Tracce
Lato A
1. River of Jordan (Hazel Houser)
2. I'll Be No Stranger There (Tradizionale)
3. Don't Let Them Take the Bible Out of Our School Rooms (George Donald McGraw)
4. God Loves His Children (Lester Flatt, Earl Scruggs)
5. It's Beginning to Rain (William J. Gaither, Gloria Gaither, Aaron Wilburn)

Lato B
1. Livin' in the Name of Love (Jim Rushing, Marshall Chapman)
2. Boat of Love (James W. Smith)
3. Men Are so Busy (Hazel Houser)
4. I'm Using My Bible for a Road Map (Don Reno, C. Schroeder)
5. Panhandle Rag (Leon McHuliffe)

## Musicisti
River of Jordan
- Bernie Leadon - voce solista, chitarra acustica
- Al Perkins - dobro, voce baritono
- Chris Hillman - mandolino, voce tenore
- David Mansfield - fiddle
- Jerry Scheff - basso, voce basso

I'll Be No Stranger There
- Chris Hillman - voce solista, mandolino
- Bernie Leadon - banjo, voce tenore
- Al Perkins - chitarra acustica, voce tenore
- David Mansfield - fiddle
- Jerry Scheff - basso, voce basso

Don't Let Them Take the Bible Out of Our School Rooms
- Chris Hillman - voce solista, mandolino
- Al Perkins - dobro, voce tenore
- Bernie Leadon - chitarra acustica
- David Mansfield - fiddle, chitarra elettrica
- Jerry Scheff - basso

God Loves His Children
- Bernie Leadon - voce solista, chitarra solista
- Al Perkins - dobro, voce baritono
- Chris Hillman - mandolino, voce tenore
- David Mansfield - fiddle
- Jerry Scheff - basso

It's Beginning to Rain
- Chris Hillman - voce solista, mandolino
- Al Perkins - dobro, voce tenore
- Bernie Leadon - chitarra acustica, voce tenore
- David Mansfield - fiddle, chitarra elettrica
- Jerry Scheff - basso

Livin' in the Name of Love
- Chris Hillman - voce solista, chitarra acustica
- Al Perkins - dobro, voce baritono
- Bernie Leadon - chitarra acustica, voce tenore
- David Mansfield - mandolino
- Jerry Scheff - basso

Boat of Love
- Bernie Leadon - voce solista, chitarra acustica
- Al Perkins - dobro, voce baritono
- Chris Hillman - mandolino, voce tenore
- David Mansfield - fiddle
- Jerry Scheff - basso, voce basso

Men Are so Busy
- Chris Hillman - voce solista, mandolino
- Al Perkins - dobro, voce tenore
- Bernie Leadon - chitarra acustica, chitarra elettrica, voce tenore
- David Mansfield - fiddle
- Jerry Scheff - basso

I'm Using My Bible for a Road Map
- Al Perkins - voce solista, dobro
- Chris Hillman - mandolino, voce tenore
- Bernie Leadon - chitarra, voce baritono
- David Mansfield - fiddle
- Jerry Scheff - basso, voce basso

Panhandle Rag
- Bernie Leadon - chitarra
- Al Perkins - dobro
- Chris Hillman - mandolino
- David Mansfield - fiddle
- Jerry Scheff - basso